# 済南大学
済南大学(さいなんだいがく、University of Jinan)は、 中華人民共和国山東省の省都済南にある。1948年に創設された。18の学部と２つの教育センターがある。
タイをはじめ、アメリカ、フランス、ロシア、日本、韓国、ドイツ、イギリス、カナダ、オーストラリア等に姉妹校がある。日本では、埼玉大学が2004年に学術交流・学生交流協定を締結し、それぞれ留学生を受け入れている。

## 所在地
山東省済南市済徽路106号